# Gyeongbuk Gimcheon Hi-Pass Volleyball Club 2015-2016
Questa voce raccoglie le informazioni riguardanti il Gyeongbuk Gimcheon Hi-Pass Volleyball Club nella stagione 2015-2016.

## Organigramma societario
Area direttiva
- Presidente: Kim Hak-song
- Direttore: Sim Chan-seop

Area organizzativa
- Interprete: Tae Sol
- Responsabile: No Geum-ran

Area tecnica
- Primo allenatore: Kim Jong-min
- Secondo allenatore: Lee Gwang-deuk
- Allenatore: Kim Young-rae, Lee Hui-seong, Park-Jeong-u, Kim Yun-jin
- Statistico: Sin Seong-hwan

## Rosa
| N° | Nome             | Ruolo | Data di nascita   | Nazionalità sportiva |
| -- | ---------------- | ----- | ----------------- | -------------------- |
| 1  | Ha Hye-jin       | S     | 7 luglio 1996     | Corea del Sud        |
| 2  | Han Min-ji       | L     | 1º aprile 1997    | Corea del Sud        |
| 3  | Lee So-ra        | P     | 1º settembre 1987 | Corea del Sud        |
| 4  | Lee Go-eun       | P     | 9 gennaio 1995    | Corea del Sud        |
| 5  | Lee Hyo-hee      | P     | 26 agosto 1980    | Corea del Sud        |
| 6  | Jang Su-yeon     | C     | 11 novembre 1974  | Corea del Sud        |
| 7  | Go Ye-rim        | S     | 12 giugno 1994    | Corea del Sud        |
| 8  | Im Myeong-ok     | L     | 15 marzo 1986     | Corea del Sud        |
| 9  | Oh Ji-yeong      | L     | 11 luglio 1988    | Corea del Sud        |
| 11 | Kim Ye-ji        | C     | 20 giugno 1995    | Corea del Sud        |
| 12 | Mun Jeong-won    | S/O   | 24 marzo 1992     | Corea del Sud        |
| 13 | Jeong Dae-jeong  | C     | 12 agosto 1981    | Corea del Sud        |
| 14 | Ah Jun-im        | C     | 26 dicembre 1989  | Corea del Sud        |
| 15 | Hwang Min-gyeong | S     | 2 giugno 1990     | Corea del Sud        |
| 16 | Jang Hye-jin     | C     | 4 marzo 1997      | Corea del Sud        |
| 17 | Kim Mi-yeon      | S     | 5 marzo 1993      | Corea del Sud        |
| 18 | Choe Ju-hui      | S     | 23 giugno 1989    | Corea del Sud        |
| 20 | Leslie Cikra     | O     | 12 dicembre 1990  | Stati Uniti          |

## Mercato
| Acquisti | Acquisti     | Acquisti             | Acquisti   |
| R.       | Nome         | da                   | Modalità   |
| -------- | ------------ | -------------------- | ---------- |
| L        | Han Min-ji   | Jeonju Geunyoung GHS | definitivo |
| C        | Jang Hye-jin | Wongok HS            | definitivo |
| O        | Leslie Cikra | Inattiva             | definitivo |
| P        | Lee So-ra    | Inattiva             | definitivo |
| S        | Choe Ju-hui  | Inattiva             | definitivo |
| L        | Im Myeong-ok | KGC Ginseng          | definitivo |

| Cessioni | Cessioni       | Cessioni    | Cessioni   |
| R.       | Nome           | a           | Modalità   |
| -------- | -------------- | ----------- | ---------- |
| O        | Nicole Fawcett | Fujian      | definitivo |
| L        | Kim Hae-ran    | KGC Ginseng | definitivo |
| S        | Kim Seon-yeong | -           | ritirata   |
| C        | No Geum-ran    | -           | ritirata   |
| P        | Kim Hye-won    | -           | ritirata   |

## Risultati

### V-League

#### Regular season

##### Primo round
| 19 ottobre 2015 Gimcheon Silnae Cheyukgwan, Gimcheon | Gyeongbuk Hi-Pass | 2 - 3 | Hyundai Hillstate | 25-22, 25-22, 22-25, 21-25, 8-15  |
| 24 ottobre 2015 Jangchung Cheyukgwan, Seul           | GS Caltex Seoul   | 3 - 1 | Gyeongbuk Hi-Pass | 21-25, 25-13, 25-15, 25-19        |
| 26 ottobre 2015 Gimcheon Silnae Cheyukgwan, Gimcheon | Gyeongbuk Hi-Pass | 2 - 3 | Pink Spiders      | 11-25, 19-25, 25-18, 25-20, 10-15 |
| 31 ottobre 2015 Chonghap Silnae Cheyukgwan, Hwaseong | IBK Altos         | 1 - 3 | Gyeongbuk Hi-Pass | 21-25, 27-29, 25-17, 17-25        |

##### Secondo round
| 3 novembre 2015 Gimcheon Silnae Cheyukgwan, Gimcheon  | Gyeongbuk Hi-Pass | 3 - 1 | GS Caltex Seoul   | 26-24, 22-25, 25-23, 25-18 |
| 8 novembre 2015 Suwon Cheyukgwan, Suwon               | Hyundai Hillstate | 3 - 0 | Gyeongbuk Hi-Pass | 25-18, 25-14, 25-18        |
| 18 novembre 2015 Chungmu Cheyukgwan, Daejeon          | KGC Ginseng       | 0 - 3 | Gyeongbuk Hi-Pass | 17-25, 23-25, 23-25        |
| 22 novembre 2015 Gimcheon Silnae Cheyukgwan, Gimcheon | Gyeongbuk Hi-Pass | 3 - 0 | IBK Altos         | 25-13, 25-13, 25-13        |
| 26 novembre 2015 Gyeyang Cheyukgwan, Incheon          | Pink Spiders      | 3 - 0 | Gyeongbuk Hi-Pass | 25-13, 25-17, 25-21        |

##### Terzo round
| 29 novembre 2015 Chungmu Cheyukgwan, Daejeon          | KGC Ginseng       | 2 - 3 | Gyeongbuk Hi-Pass | 19-25, 25-20, 15-25, 25-23, 11-15 |
| 2 dicembre 2015 Gyeyang Cheyukgwan, Incheon           | Pink Spiders      | 3 - 0 | Gyeongbuk Hi-Pass | 25-23, 25-21, 25-16               |
| 6 dicembre 2015 Gimcheon Silnae Cheyukgwan, Gimcheon  | Gyeongbuk Hi-Pass | 3 - 2 | GS Caltex Seoul   | 27-29, 25-18, 22-25, 25-19, 15-11 |
| 9 dicembre 2015 Gimcheon Silnae Cheyukgwan, Gimcheon  | Gyeongbuk Hi-Pass | 3 - 2 | Hyundai Hillstate | 23-25, 25-16, 22-25, 25-22, 15-12 |
| 19 dicembre 2015 Gimcheon Silnae Cheyukgwan, Gimcheon | Gyeongbuk Hi-Pass | 1 - 3 | IBK Altos         | 23-25, 18-25, 25-21, 8-25         |
| 22 dicembre 2015 Gimcheon Silnae Cheyukgwan, Gimcheon | Gyeongbuk Hi-Pass | 2 - 3 | KGC Ginseng       | 16-25, 25-18, 25-21, 14-25, 10-15 |

##### Quarto round
| 30 dicembre 2015 Jangchung Cheyukgwan, Seul          | GS Caltex Seoul   | 3 - 1 | Gyeongbuk Hi-Pass | 25-20, 22-25, 25-18, 25-23 |
| 1 gennaio 2016 Gimcheon Silnae Cheyukgwan, Gimcheon  | Gyeongbuk Hi-Pass | 3 - 1 | KGC Ginseng       | 25-11, 25-16, 21-25, 25-22 |
| 5 gennaio 2016 Chonghap Silnae Cheyukgwan, Hwaseong  | IBK Altos         | 3 - 1 | Gyeongbuk Hi-Pass | 25-22, 19-25, 25-18, 25-19 |
| 11 gennaio 2016 Suwon Cheyukgwan, Suwon              | Hyundai Hillstate | 0 - 3 | Gyeongbuk Hi-Pass | 14-25, 18-25, 23-25        |
| 16 gennaio 2016 Gimcheon Silnae Cheyukgwan, Gimcheon | Gyeongbuk Hi-Pass | 0 - 3 | Pink Spiders      | 25-27, 16-25, 25-27        |

##### Quinto round
| 24 gennaio 2016 Jangchung Cheyukgwan, Seul           | GS Caltex Seoul   | 3 - 1 | Gyeongbuk Hi-Pass | 14-25, 25-15, 25-9, 25-20  |
| 28 gennaio 2016 Gimcheon Silnae Cheyukgwan, Gimcheon | Gyeongbuk Hi-Pass | 0 - 3 | KGC Ginseng       | 14-25, 22-25, 23-25        |
| 31 gennaio 2016 Gyeyang Cheyukgwan, Incheon          | Pink Spiders      | 0 - 3 | Gyeongbuk Hi-Pass | 16-25, 12-25, 24-26        |
| 4 febbraio 2016 Gimcheon Silnae Cheyukgwan, Gimcheon | Gyeongbuk Hi-Pass | 3 - 0 | Hyundai Hillstate | 25-20, 25-16, 25-22        |
| 9 febbraio 2016 Chonghap Silnae Cheyukgwan, Hwaseong | IBK Altos         | 1 - 3 | Gyeongbuk Hi-Pass | 22-25, 25-23, 17-25, 17-25 |

##### Sesto round
| 13 febbraio 2016 Suwon Cheyukgwan, Suwon              | Hyundai Hillstate | 3 - 0 | Gyeongbuk Hi-Pass | 25-17, 25-23, 25-22               |
| 16 febbraio 2016 Chungmu Cheyukgwan, Daejeon          | KGC Ginseng       | 3 - 2 | Gyeongbuk Hi-Pass | 25-27, 25-17, 25-21, 23-25, 15-11 |
| 25 febbraio 2016 Gimcheon Silnae Cheyukgwan, Gimcheon | Gyeongbuk Hi-Pass | 3 - 2 | IBK Altos         | 25-23, 22-25, 25-22, 18-25, 15-10 |
| 29 febbraio 2016 Gimcheon Silnae Cheyukgwan, Gimcheon | Gyeongbuk Hi-Pass | 2 - 3 | Pink Spiders      | 25-22, 19-25, 28-26, 22-25, 7-15  |
| 3 marzo 2016 Gimcheon Silnae Cheyukgwan, Gimcheon     | Gyeongbuk Hi-Pass | 2 - 3 | GS Caltex Seoul   | 25-22, 25-22, 21-25, 22-25, 11-15 |

### Coppa KOVO

#### Fase a gironi
| 1ª giornata - 11 luglio 2015 Cheongju Cheyukgwan, Cheongju | Hyundai Hillstate | 3 - 1 | Gyeongbuk Hi-Pass | 25-14, 20-25, 25-21, 25-21 |
| 3ª giornata - 13 luglio 2015 Cheongju Cheyukgwan, Cheongju | Gyeongbuk Hi-Pass | 1 - 3 | KGC Ginseng       | 25-15, 23-25, 22-25, 17-25 |

## Statistiche

### Statistiche di squadra
| Competizione | Punti | In casa | In casa | In casa | In trasferta | In trasferta | In trasferta | Totale | Totale | Totale |
| Competizione | Punti | G       | V       | P       | G            | V            | P            | G      | V      | P      |
| ------------ | ----- | ------- | ------- | ------- | ------------ | ------------ | ------------ | ------ | ------ | ------ |
| V-League     | 41    | 15      | 7       | 8       | 15           | 6            | 9            | 30     | 13     | 17     |
| Coppa KOVO   | -     | -       | -       | -       | -            | -            | -            | 2      | 0      | 2      |
| Totale       | -     | 15      | 7       | 8       | 15           | 6            | 9            | 32     | 13     | 19     |

G = partite giocate; V = partite vinte; P = partite perse

### Statistiche dei giocatori
| Giocatore  | Campionato | Campionato | Campionato | Campionato | Campionato | Coppa KOVO | Coppa KOVO | Coppa KOVO | Coppa KOVO | Coppa KOVO | Totale | Totale | Totale | Totale | Totale |
| Giocatore  | P          | PT         | AV         | MV         | BV         | P          | PT         | AV         | MV         | BV         | P      | PT     | AV     | MV     | BV     |
| ---------- | ---------- | ---------- | ---------- | ---------- | ---------- | ---------- | ---------- | ---------- | ---------- | ---------- | ------ | ------ | ------ | ------ | ------ |
| Ah J.i.    | 7          | 0          | 0          | 0          | 0          | 2          | 2          | 2          | 0          | 0          | 9      | 2      | 2      | 0      | 0      |
| Choe J.h.  | 5          | 7          | 4          | 3          | 0          | -          | -          | -          | -          | -          | 5      | 7      | 4      | 3      | 0      |
| L. Cikra   | 28         | 737        | 675        | 53         | 9          | -          | -          | -          | -          | -          | 28     | 737    | 675    | 53     | 9      |
| Go Y.r.    | 26         | 109        | 101        | 4          | 4          | 2          | 6          | 4          | 0          | 2          | 28     | 115    | 105    | 4      | 6      |
| Han M.j.   | 1          | 0          | 0          | 0          | 0          | -          | -          | -          | -          | -          | 1      | 0      | 0      | 0      | 0      |
| Ha H.j.    | 11         | 47         | 46         | 1          | 0          | 2          | 24         | 22         | 0          | 2          | 13     | 71     | 68     | 1      | 2      |
| Hwang M.g. | 30         | 266        | 220        | 15         | 31         | 2          | 18         | 15         | 3          | 0          | 32     | 284    | 235    | 18     | 31     |
| Im M.o.    | 30         | 0          | 0          | 0          | 0          | 2          | 0          | 0          | 0          | 0          | 32     | 0      | 0      | 0      | 0      |
| Jang H.j.  | 5          | 8          | 5          | 2          | 1          | -          | -          | -          | -          | -          | 5      | 8      | 5      | 2      | 1      |
| Jang S.y.  | 30         | 148        | 92         | 55         | 1          | 2          | 5          | 4          | 1          | 0          | 32     | 153    | 96     | 56     | 1      |
| Jeong D.j. | 30         | 300        | 226        | 58         | 16         | 2          | 25         | 18         | 6          | 1          | 32     | 325    | 244    | 64     | 17     |
| Kim Y.j.   | 2          | 0          | 0          | 0          | 0          | 0          | 0          | 0          | 0          | 0          | 2      | 0      | 0      | 0      | 0      |
| Kim M.y.   | 28         | 276        | 231        | 20         | 25         | 2          | 13         | 8          | 2          | 3          | 30     | 289    | 239    | 22     | 28     |
| Lee G.e.   | 29         | 8          | 3          | 0          | 5          | 2          | 3          | 1          | 1          | 1          | 31     | 11     | 4      | 1      | 6      |
| Lee H.h.   | 30         | 34         | 14         | 5          | 15         | 2          | 2          | 1          | 0          | 1          | 32     | 36     | 15     | 5      | 16     |
| Lee S.r.   | 11         | 1          | 1          | 0          | 0          | -          | -          | -          | -          | -          | 11     | 1      | 1      | 0      | 0      |
| Mun J.w.   | -          | -          | -          | -          | -          | 2          | 20         | 19         | 1          | 0          | 2      | 20     | 19     | 1      | 0      |
| Oh J.y.    | 30         | 17         | 0          | 0          | 17         | 2          | 0          | 0          | 0          | 0          | 32     | 17     | 0      | 0      | 17     |

P = presenze; PT = punti totali; AV = attacchi vincenti; MV = muri vincenti; BV = battute vincenti